# Dossen
Dossen (alternativt: Dossenhorn eller Tossen) är ett berg i kommunen Innertkirchen i kantonen Bern i Schweiz. Det är beläget i Bernalperna, cirka 65 kilometer sydost om huvudstaden Bern. Toppen på Dossen är 3 144 meter över havet.